# Aventuras en el tiempo (canción)
"Aventuras en el tiempo" es una canción interpretada por Belinda y Christopher como tema de la telenovela del mismo nombre.

## Información
La canción fue escrita por Alejandro Abaroa, y la música a cargo de Cristina Abaroa y Pablo Aguirre especialmente para la telenovela. La canción apareció por primera vez en el 2001 en la banda sonora con el mismo título, y en el disco en vivo del mismo año, Aventuras en el tiempo en vivo.
En el 2005 Belinda utilizó la canción para su gira Fiesta en la Azotea, apareciendo en el DVD Fiesta en la Azotea: en vivo desde el Auditorio Nacional, y en el 2006 apareció en el álbum recopilatorio de la cantante, llamado Total.

## Sencillo
El sencillo fue exclusivamente en forma promocional para las radios con solo una canción, la portada es la misma que el disco, la única diferencia es que tiene los nombres de Belinda y Christopher.

### Lista de canciones
Promo Single
1. Aventuras en el Tiempo